# Charles Hutin

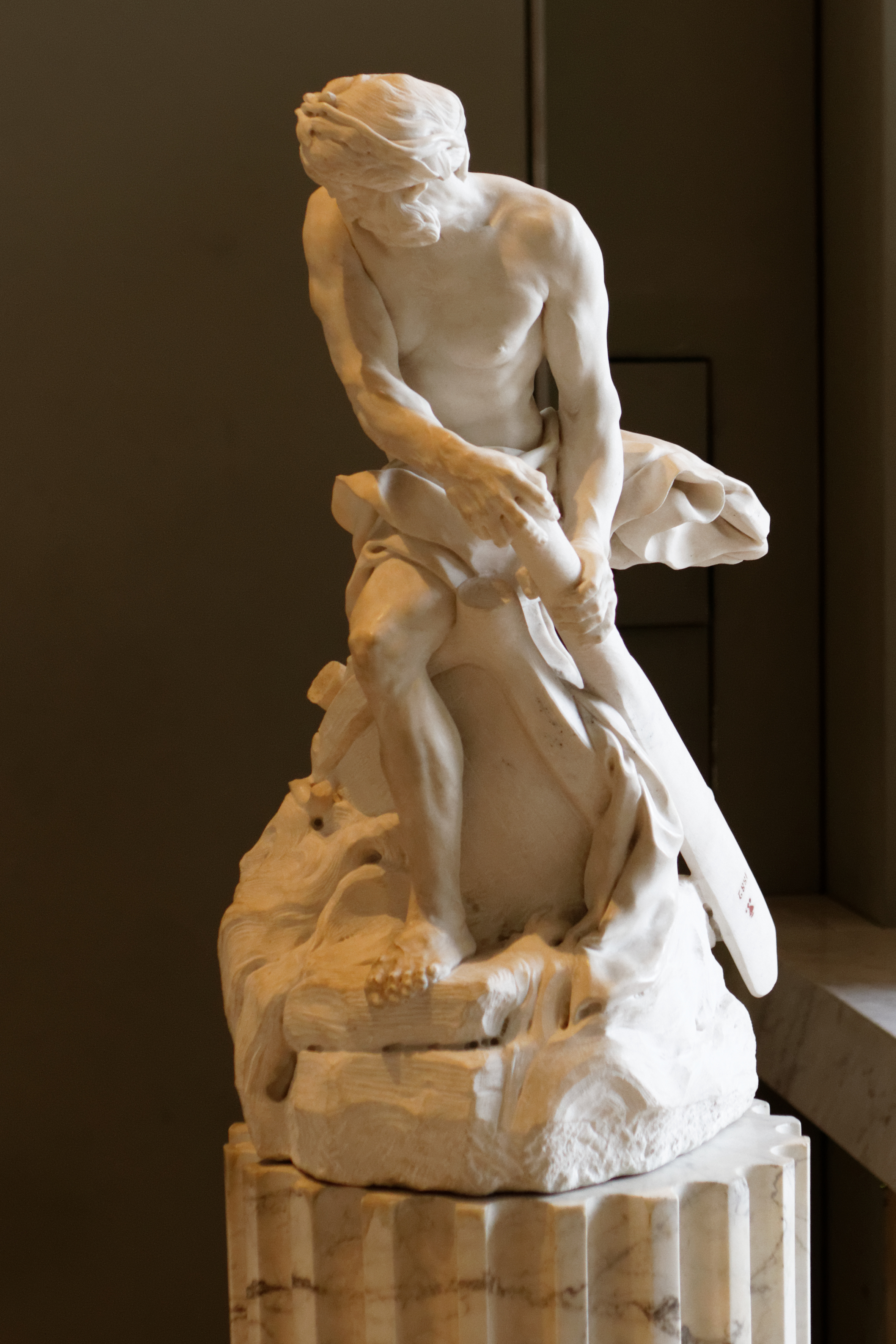
Hutin: Charon

Charles François Hutin (* 4. Juli 1715 in Paris; † 29. Juli 1776 in Dresden) (auch: Karl) war Maler, Bildhauer und der erste Direktor der Dresdner Kunstakademie.

## Leben
Charles François Hutin wurde von François Lemoyne (1688–1736) und Sébastien Slodtz (1655–1726) ausgebildet. Mit 21 Jahren gewann er 1736 den Ersten Preis der Pariser Akademie für Malerei und bekam ein königliches Stipendium zum Studium in Rom. Hier studierte er anfangs Bildhauerei unter Sébastien Slodtz. 1742 kehrte er nach Paris zurück, 1744 wurde er zugelassener Bildhauer und 1746 schuf er sein Meisterstück: ein Charon, mit dem er in die königliche Akademie aufgenommen wurde. 1748 erhielt er den Ruf nach Dresden, wohin ihn auch sein Bruder Pierre (Peter) († 1763) begleitete. Er arbeitete hier unter Louis de Silvestre. Mit der Gründung der Kunstakademie 1762 wurde er ihr Direktor. Seine Nachfolger waren Johann Eleazar Zeissig und Giovanni Battista Casanova.

## Werke
- Charon, Marmorskulptur im Louvre[2]
- Ménagère saxonne, um 1769, Genregemälde im Louvre[3]
- Fontäne mit zwei Nymphen (1749)
- Altarblatt Kreuzigung Christi (1753) in der Hofkirche Dresden (im Krieg zerstört)